# Saw 3D
Saw 3D (anunciada como Saw 3D: The Final Chapter y anteriormente nombrada Saw VII) es una película de terror en 3D estrenada el 29 de octubre de 2010 en Estados Unidos, dirigida por Kevin Greutert, escrita por Patrick Melton y Marcus Dunstan, y protagonizada por Costas Mandylor, Betsy Russell, Sean Patrick Flanery, Cary Elwes, Chad Donella y Tobin Bell. Es la séptima entrega de la saga cinematográfica de Saw, y la primera en formato 3D.
Una octava entrega fue planeada, pero la disminución de los números de taquilla de Saw VI, ha causado que Saw 3D (en España) pueda ser el tramo final, aunque James Wan y Leigh Whannell dejaron abierto un posible regreso a la saga. El director de Saw V, David Hackl, estaba previsto para dirigir la película, pero dos semanas antes de empezar el rodaje, Lions Gate Entertainment anunció que Greutert, quien dirigió también la sexta película, sería el director. 
La filmación tuvo lugar en Toronto, Canadá, desde febrero hasta abril del 2010 y fue filmada con la cámara de sistema digital SI-3D, en lugar de filmarla con las cámaras tradicionales y transmitirla en formato 3D durante la posproducción. Originalmente se programó el estreno de Saw 3D para el 22 de octubre de 2010 pero su estreno se retrasó hasta el 29 de octubre del mismo año debido a que ese mismo día se estrenaba Paranormal Activity 2, la gran rival de Saw 3D. La cinta inicialmente fue clasificada como NC-17 (no apta para menores de 17 años) por la Asociación Cinematográfica de Estados Unidos y tendría que ser publicada seis veces para finalmente recibir una clasificación R. 
En febrero del 2016, fue confirmado la octava entrega de Saw, la cual sería llamada Jigsaw y fue estrenada en el año 2017.

## Argumento
El Dr. Lawrence Gordon ha sobrevivido a una prueba después de cortarse el pie para escapar de un baño subterráneo, utilizando una tubería de vapor para cauterizar la protuberancia de su tobillo. Algún tiempo después, otro juego tiene lugar en un escaparate de mejoras para el hogar en un centro comercial. Brad y Ryan están encadenados a lados opuestos de una mesa de trabajo sujeta a un carro deslizante con sierras mecánicas, mientras que su mutua amante Dina está suspendida encima de una tercera sierra. Los hombres tienen 60 segundos para clavar las sierras a su oponente y salvar a Dina, que había manipulado a ambos para que satisficieran sus necesidades cometiendo crímenes. Al darse cuenta de su traición, Ryan y Brad llegan a una tregua y permiten que Dina sea biseccionada. Mientras tanto, Jill Tuck presencia la huida de Mark Hoffman de su trampa y pide ayuda al detective de Asuntos Internos Matt Gibson; ella se ofrece a incriminar a Hoffman a cambio de protección e inmunidad.
Mientras tanto, Hoffman secuestra a una banda de supremacistas blancos y los coloca en una trampa en un depósito de chatarra abandonado que los mata a todos. También secuestra a Bobby Dagen, un gurú de la autoayuda que alcanzó fama y fortuna inventando una historia sobre su propia supervivencia a una trampa de Jigsaw. Bobby despierta en un hospital psiquiátrico abandonado y le informan de que dispone de una hora para salvar a su mujer, Joyce, que está encadenada a una plataforma de acero que la arrastra gradualmente hacia abajo mientras observa los progresos de Bobby. Tras escapar de una jaula que cuelga sobre un suelo de pinchos, Bobby se abre camino por el manicomio, intentando completar sus otras pruebas y rescatar a Nina, su publicista; Suzanne, su abogada; y Cale, su mejor amigo, todos ellos conocedores de las mentiras de Bobby y que le ayudaron a fabricar su historia. A pesar de sus esfuerzos, todos ellos mueren en sus respectivas trampas. Bobby se reúne con Joyce después de arrancarse dos dientes para obtener la combinación de la cerradura de la puerta de su habitación. Gibson descubre la ubicación del juego de Bobby y envía un equipo SWAT, que es encerrado en otra habitación y asesinado por gas tóxico.
Al encontrar el centro de mando de Hoffman, Gibson se da cuenta de que ha accedido a la comisaría durante los juegos, habiendo sido introducido en la morgue en una bolsa para cadáveres con la intención de encontrar a Jill. Antes de que Gibson pueda avisar a la comisaría, él y los agentes que le acompañan son asesinados por una ametralladora automática. Hoffman se infiltra en la comisaría, matando a todos los que encuentra a su paso, hasta llegar a la celda de Jill.
Para su prueba final, Bobby debe recrear la prueba a la que decía haber sobrevivido, clavándose dos ganchos en los músculos pectorales e izándose por encima del techo para desactivar la trampa de Joyce, pero los ganchos le desgarran la carne y cae al suelo. El temporizador se activa entonces, haciendo que una cápsula parecida a un toro se cierre alrededor de Joyce y la incinere.
Tras alcanzar a Jill y ejecutarla con la original trampa de osos invertida, Hoffman destruye su taller y comienza a abandonar la ciudad, pero es sometido por tres figuras con máscaras de cerdos. El líder se revela como el Dr. Gordon, que se convirtió en aprendiz de Jigsaw tras sobrevivir a su prueba. Cumpliendo una petición de John de actuar de inmediato si Jill sufriera algún daño, Gordon encadena a Hoffman en el mismo cuarto de baño donde fue sometido a la prueba antes de tirar la sierra que había utilizado para escapar y sellar la puerta dejando a Hoffman encerrado para siempre.

## Reparto
- Tobin Bell - Jigsaw/John Kramer
- Costas Mandylor - Mark Hoffman
- Betsy Russell - Jill Tuck
- Cary Elwes - Dr. Lawrence Gordon
- Sean Patrick Flanery - Bobby Dagen
- Chad Donella - Detective Matt Gibson
- Gina Holden - Joyce Dagen
- Dean Armstrong - Cale
- Rebecca Marshall - Suzanne
- Naomi Snieckus - Nina
- James Van Patten - Dr. Adam Heffner
- Kim Schraner - Oficial Palmer
- Laurence Anthony - Oficial Rogers
- Chester Bennington - Evan
- Gabby West - Kara
- Dru Viergever - Dan
- Benjamin Clost - Jake
- Sebastian Pigott - Brad
- Jon Cor - Ryan
- Anne Greene -  Dina
- Tanedra Howard - Simone
- Olunike Adeliyi - Sidney Harris
- Shauna MacDonald - Tara Abbott
- Greg Bryk - Scott Mallick
- Janelle Hutchison - Addy
- Kevin Rushton - Trevor
- Noam Jenkins - Michael Marks

## Extras en el DVD y el Blu-Ray
El 25 de febrero salió a la venta el DVD y el BR sin censura de la película donde las diferencias con la versión teatral son casi inapreciables: Una toma más de Evan librándose de su asiento, una milésima de segundo más de la tercera trampa a la que se enfrenta Bobby, una milésima de segundo más de la RBT de Jill, una secuencia de todos los "Fin del juego" de la saga al final de la película y en la trampa pública una toma de un maniquí con la sangre de Dina, una toma de los intestinos en el suelo sustituyendo a la del intestino volando en 3D, un cambio en la muerte de Dina muriendo con la boca abierta y un color más rojo intenso en la sierra al comenzar los cortes, es decir, poco más de 10 segundos de añadido más 3 escenas eliminadas.
Contenidos: Escenas eliminadas, entrevistas, audiocomentarios, tráiler, etc.

## Banda sonora
La banda sonora para Saw 3D está "inspirada por la película" y presenta música exclusiva y no lanzada de bandas como Dir en Grey, Boom Boom Satellites, Saliva, Adelitas Way, Hinder, Karnivool y la banda alternativa de Chester Bennington (el cual hace una aparición en la película) llamada Dead By Sunrise. Será lanzado a través de SonyMusic Independent Network (SIN) y Artists Addiction Records el 26 de octubre del 2010.

## Secuela
Lionsgate tenía planeado hacer por lo menos un total de 9 películas pero con el tiempo decidieron hacer que fueran solo 8, principalmente por la disminución de los números de taquilla de Saw VI. La octava película, que hubiera sido la segunda parte de Saw 3D fue cancelada, dejándola la primera parte como la definitiva. Pero eso no evitó que los fans hicieran sus teorías: desde 2011 han surgido muchos vídeos a YouTube teorizando que Adam seguía vivo; además de que el hecho de que el doctor Gordon siguiera vivo dio la posibilidad de que el continuara con los juegos, y que el final de Saw 3D dejó en dudas de quienes eran los dos personas con máscaras de cerdo que acompañaban al doctor Gordon y sometieron a Mark Hoffman. Desde 2013, habían supuestas confirmaciones de una octava entrega pero todas eran falsas, no fue hasta el 9 de febrero de 2016 que se confirmó la octava película de la saga, titulada Jigsaw. Se confirmó que los directores serían Michael y Peter Spierig, y que el guion sería hecho por Josh Stolberg y Peter Goldfinger. La música sería compuesta por Charlie Clouser, los productores serían Mark Burg, Oren Koules y Greg Hoffman y los productores ejecutivos serían Leigh Whannell y James Wan. Según el blu-ray de Saw 3D, las personas con máscaras de cerdo que acompañaban al doctor Gordon al final eran Brad y Ryan del inicio de la película, y que aparecerán en Jigsaw, siendo interpretados por Sebastian Pigott y Jon Cor, otros actores que regresarían son Cary Elwes como el Doctor Gordon y Tobin Bell como Jigsaw o John Kramer, apareciendo como flashbacks, y Costas Mandylor como Mark Hoffman. Pero también se confirmaron actores nuevos, los cuales serían Laura Vandervoot y Hannah Anderson, las cuales interpretarán a las primeras protagonistas femeninas en la saga. El supuesto teaser oficial era solo una combinación de dos escenas eliminadas de entregas anteriores: en la que en la primera vemos a Amanda Young con la hija de Jeff, para que segundos después veamos a Hoffman, siendo una escena eliminada de Saw 5. La segunda escena vemos a Bobby en el lugar donde ayudaba a los sobrevivientes de los juegos de Jigsaw, hablando con el doctor Gordon, siendo escena eliminada de Saw 3D. En las imágenes oficiales tenemos un póster, en la que vemos unas manos vendadas, cada una con un cuchillo, moviendo cuatro dedos en un plato que abajo dice la palabra SAW VIII y abajo del título dice "todo puzzle tiene su solución". Otras imágenes que vemos son una tumba (posiblemente de John Kramer), un establo (que podría ser una nueva trampa), una imagen del doctor Gordon entrando a la trampa del baño, otra en la que vemos a Daniel Matthews con una pistola apuntando a alguien, y por último una que es solo una foto del Doctor Gordon respirando. La fecha de estreno oficial en el Reino Unido es el 20 de octubre de 2017, el 27 de octubre del mismo año en Estados Unidos y el 28 de octubre de 2017 en Latinoamérica. La película comenzó su rodaje el 20 de noviembre de 2016. Bloody Disgusting explica que la historia de la película comenzará con varios cuerpos apareciendo en una ciudad, tras sufrir cada uno una muerte horrenda. Mientras la investigación avanza, todas las fichas apuntan contra John Kramer, el hombre que en el pasado aterrorizó al mundo como Jigsaw, pero que murió hace más de una década. Por eso la duda es si un nuevo aprendiz tomó el manto del castigador asesino serial. Ese es el misterio que marcará a la película. La película fue clasificada "R" en Estados Unidos por su intensa violencia, gore, lenguaje vulgar y tortura utilizados en la película.